# Mexikanische Zypresse
Die Mexikanische Zypresse (Cupressus lusitanica) ist eine Pflanzenart aus der Familie der Zypressengewächse (Cupressaceae). Sie ist in Mittelamerika heimisch.

## Beschreibung

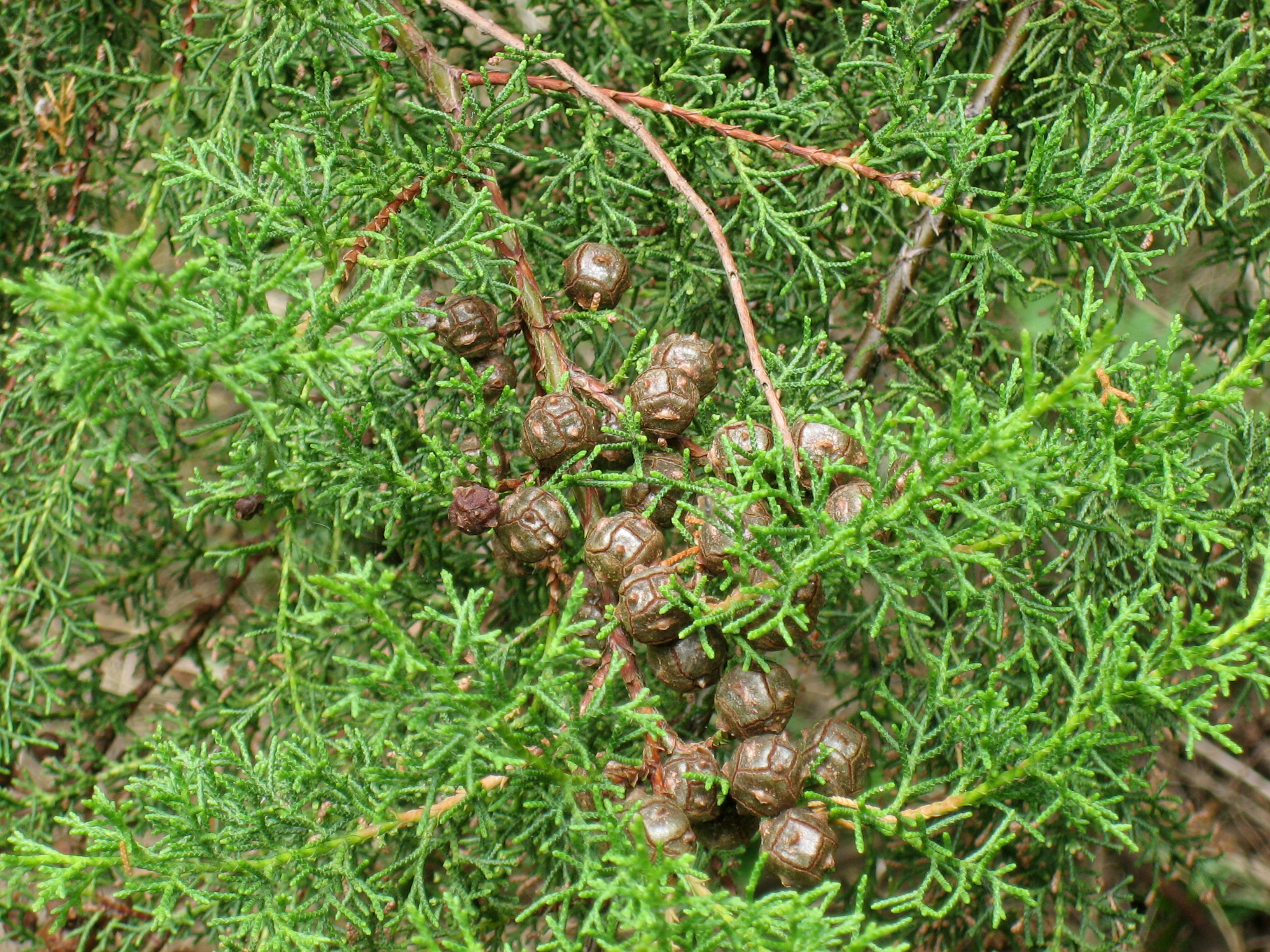
Zweig mit reifen Zapfen

Die Mexikanische Zypresse wächst als immergrüner Baum, der Wuchshöhen von 25 bis 30 Meter erreichen kann. Die dicke, längsrissige Borke weist eine rötlich braune Färbung auf. Die Krone ist bei jungen Bäumen pyramidenförmig geformt und geht mit zunehmendem Alter auseinander. Bei Altbäumen sind die Äste hängend. Auch die im Querschnitt quadratischen Triebe sind hängend.
Die schuppenartigen Blätter sind eiförmig geformt und blaugrün gefärbt. Normalerweise haben sie eine lange und spitz zulaufende Spitze.
Die Zapfen sind bei einem Durchmesser von rund 1,2 Zentimeter kugelig geformt. Anfangs sind sie blaugrün gefärbt, zur Reife hin verfärben sie sich dunkelbraun. Jeder Zapfen enthält rund 75 Samenkörner und besteht aus sechs bis acht Schuppen. Die geflügelten Samen sind braun gefärbt und werden rund 4 Millimeter lang. Auf jeden Samen befinden sich Harzdrüsen.
Die Chromosomenzahl beträgt 2n = 22.

## Verbreitung und Standort
Das natürliche Verbreitungsgebiet der Mexikanischen Zypresse liegt in Mittelamerika. Es erstreckt sich von Mexiko im Norden bis nach Honduras und El Salvador im Süden. In Mexiko findet man sie fast im ganzen Staatsgebiet, nur Vorkommen in Colima, Nayarit, Sonora, Tlaxcala, Yucatán und Zacatecas gelten als fraglich. Weiters wurde sie nach Costa Rica und Nicaragua eingeführt.
Die Mexikanische Zypresse gedeiht in Höhenlagen von 450 bis 3990 Metern. Sie wächst vor allem an felsigen Berghängen und in der Nähe von Schluchten auf Karbonat- und Vulkanböden. Meist bildet sie Reinbestände, sie kommt aber auch in Mischbeständen, hauptsächlich mit Tannen (Abies), der Mexikanischen Weymouth-Kiefer (Pinus ayacahuite), Pinus hartwegii, Pinus maximinoi, der Montezuma-Kiefer (Pinus montezumae), Pinus patula, Pinus pseudostrobus, der Douglasie (Pseudotsuga menziesii) sowie mit Wacholder (Juniperus), Eichen (Quercus), Erlen (Alnus), Zimterlen (Clethra) und Persea-Arten vor.

## Nutzung
Die Mexikanische Zypresse wird häufig in Parkanlagen als Ziergehölz sowie als lebender Zaun angepflanzt. Vor allem in Afrika wird sie auch zur forstwirtschaftlichen Nutzung angebaut. In Costa Rica wird die Art häufig als Weihnachtsbaum genutzt.

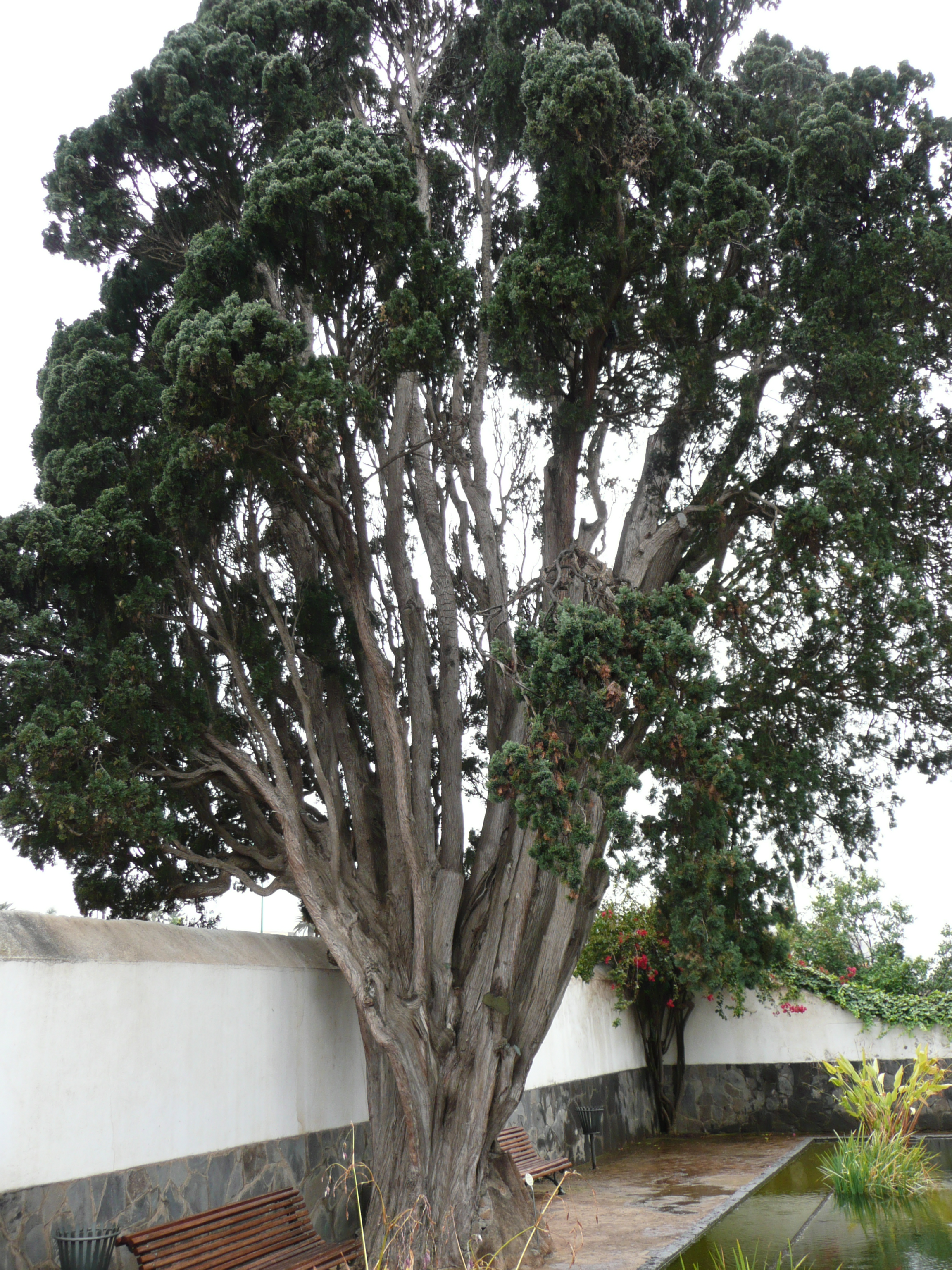
Cupressus lusitanica var. benthamii

## Systematik
Die Erstbeschreibung als Cupressus lusitanica erfolgte 1768 durch Philip Miller in The Gardeners Dictionary: … eighth edition no. 3. Teilweise werden die Synonyme Callitropsis lusitanica (Mill.) D.P. Little, Neocupressus lusitanica (Mill.) de Laub. oder
Hesperocyparis lusitanica (Mill.) Bartel für die Art verwendet.
Die Art wird je nach Autor in bis zu zwei Varietäten unterteilt. Diese werden teilweise auch als Unterarten oder sogar als Arten angesehen:
- Cupressus lusitanica var. benthamii (Endl.) Carrière. Diese Varietät ist im südlichen Mexiko in den Bundesstaaten Hidalgo bis Chiapas heimisch. Synonyme sind Cupressus benthamii Endl. oder Hesperocyparis benthamii (Endl.) Bartel.[3][4]
- Cupressus lusitanica var. lusitanica ist die Nominatform. Ein Synonym ist Hesperocyparis lusitanica (Mill.) Bartel. Sie kommt von Mexiko bis Nicaragua vor.[3][4]

## Gefährdung und Schutz
Die Mexikanische Zypresse wird in der Roten Liste der IUCN als „nicht gefährdet“ geführt. Die Varietät benthamii wird als „gering gefährdet“ gelistet. Es wird bei beiden Einträgen jedoch darauf hingewiesen, dass eine erneute Überprüfung der Gefährdung notwendig ist.